# Gadila spreta
Gadila spreta är en blötdjursart som först beskrevs av Tate och May 1900.  Gadila spreta ingår i släktet Gadila och familjen Gadilidae. Inga underarter finns listade i Catalogue of Life.